# Tabula Peutingeriana
Tabula Peutingeriana je prepis starorimskega zemljevida, ki ga je izdelal nemški antikvar Konrad Peutinger v šestnajstem stoletju. 
 
Tabula ni zemljevid v današnjem pomenu besede, ker ne prikazuje oblike ozemlja v sorazmerju z realnim obsegom. Narisane so le rimske ceste z imeni krajev in razdaljami med njimi, kar bi po današnji terminologiji bolj ustrezalo turističnemu vodniku po rimskem cesarstvu. V tistih časih so se take turistične karte imenovale itinerarium in so bile precej skromne. To karto so pa uporabljale rimske legije med premiki iz enega oporišča do drugega, zato prinaša tudi imena manjših krajev, ki so nudila prenočišče in preskrbo. Je neke vrste predhodnik diagramov, ki predstavljajo današnje linije podzemnih železnic, kjer nima važnosti natančen potek tračnic in oris prepotovanega ozemlja, pač pa samo smer poti in oznaka postaj.

## Opis
Peutingerjeva tabula sestoji iz enajstih pergamentnih listov, ki sestavljajo 33 cm visok in 680 cm dolg trak. Izvedenci so mnenja, da je prvotno obstajala tudi dvanajsta pergamena z Iberijskim polotokom, ki je edini manjkajoči del cesarstva. Risba se razvija samo vodoravno, od zahoda proti vzhodu, medtem ko je v smeri sever - jug popolnoma stlačena, vendar brez opuščanja podatkov. Zarisane so vse ceste imperija, od Britanskih otokov do Sri Lanke in Kitajske, v skupni dolžini preko 200.000 kilometrov. Mesta, ki jih je 555, so označena s podobo dveh hišic, pomembnejša z medaljo. Označenih je še 3.500 različih drugih objektov, kot so recimo svetilniki ali svetišča.

## Nastanek
Ni mogoče določiti natančnega datuma nastanka te listine. Z vso verjetnostjo je nastajala postopoma skozi več stoletij in ni bila nikoli ažurirana. Ni na primer zarisanih nekaterih cest, ki so nastale okoli leta 109 pr. n. št. in je označeno mesto Pompeji, ki je izginilo leta 79, kar bi postavljalo izvedbo mape pred ta dva datuma. Toda z medaljo je označeno mesto Kostantinopel, ki je nastalo leta 328, kar bi postavljalo zapis v četrto stoletje. Iz tega se da sklepati, da je delo nastajalo v več obdobjih, verjetno po deželah, a novi prispevki so se samo dodajali starim, ki se niso izpopolnjevali. Avtorji so bili torej različni, a danes izvedenci menijo, da je treba pripisati geografsko zasnovo dela Agripi in na tej osnovi naj bi nato razni pisarji dali listini obliko itinerarija. Leta 1265 je anonimni menih delo prepisal in ta izvedba je leta 1507 prišla v roke Peutingerju. Ta ga je pripravil za tisk, a popolna izdaja je izšla šele 51 let po njegovi smrti. Trenutno se nahaja v Dunajski Hofbibliothek pod imenom Codex Vindobonensis.